# Czechy (Łódź)
Pour les articles homonymes, voir Czechy.
Czechy est une localité polonaise de la gmina et du powiat de Zduńska Wola en voïvodie de Łódź.